# R. Charleroi S.C.
Royal Charleroi Sporting Club, Sporting Charleroi, RCSC ali preprosto Charleroi je belgijski nogometni klub iz mesta Charleroi v provinci Hainaut. Ustanovljen je bil 1. januarja 1904 in aktualno igra v 1. belgijski nogometni ligi.
Z domačih tekmovanj ima Charleroi 1 naslov državnega podprvaka (1968/69), 2 naslova prvaka (1946/47, 2011/12) in 1 naslov podprvaka 2. lige (1965/66), 1 naslov zmagovalca "play-offa" (1985) ter 2 naslova podprvaka belgijskega pokala (1977/78, 1992/93). Vidnejši uspehi z evropskih tekmovanj pa so trikratna uvrstitev (2x skupinski del, 1x 2. kolo) v Pokal Intertoto in enkratna uvrstitev v 3. kolo Evropske lige.
Domači stadion Charleroija je Stade du Pays de Charleroi, ki sprejme 15.000 gledalcev. Barvi dresov so črna in bela. Nadimka nogometašev sta Les Zèbres ("Zebre") in Les Carolos

## Rivalstvo
Charleroi ima rivalstvo z mestnim tekmecem R.O.C. de Charleroi-Marchienne.